# دانیله گیدوتی
دانیله گیدوتی (انگلیسی: Daniele Ghidotti؛ زادهٔ ۳ مارس ۱۹۸۵) بازیکن فوتبال اهل ایتالیا است.
از باشگاه‌هایی که در آن بازی کرده‌است می‌توان به باشگاه فوتبال کومو اشاره کرد.